# Barthélemy Prieur
Barthélemy Prieur (Berzieux, Champaña-Ardenas; 1536-París, Isla de Francia; 1611) fue un escultor francés.

## Biografía
Barthélemy Prieur viajó a Italia, donde, de 1564 a 1568, trabajó para Manuel Filiberto, Duque de Savoya en Turín. Tras su regreso a Francia, realizó principalmente numerosos monumentos funerarios y bustos, así como pequeños bronces.
Alumno y amigo de Germain Pilon, fue protegido por el condestable Anne de Montmorency, que le dio trabajo en el Palacio de Écouen. En 1591 obtuvo el título de escultor del rey Enrique IV de Francia. Su obra más sobresaliente es el Monumento funerario del condestable, conservado en el Museo del Louvre. Su busto en bronce de Enrique IV y de María de Médici (hacia 1600) se conserva en el Museo Ashmolean de Oxford. En 1602, restauró la estatua de la Diana de Versalles.

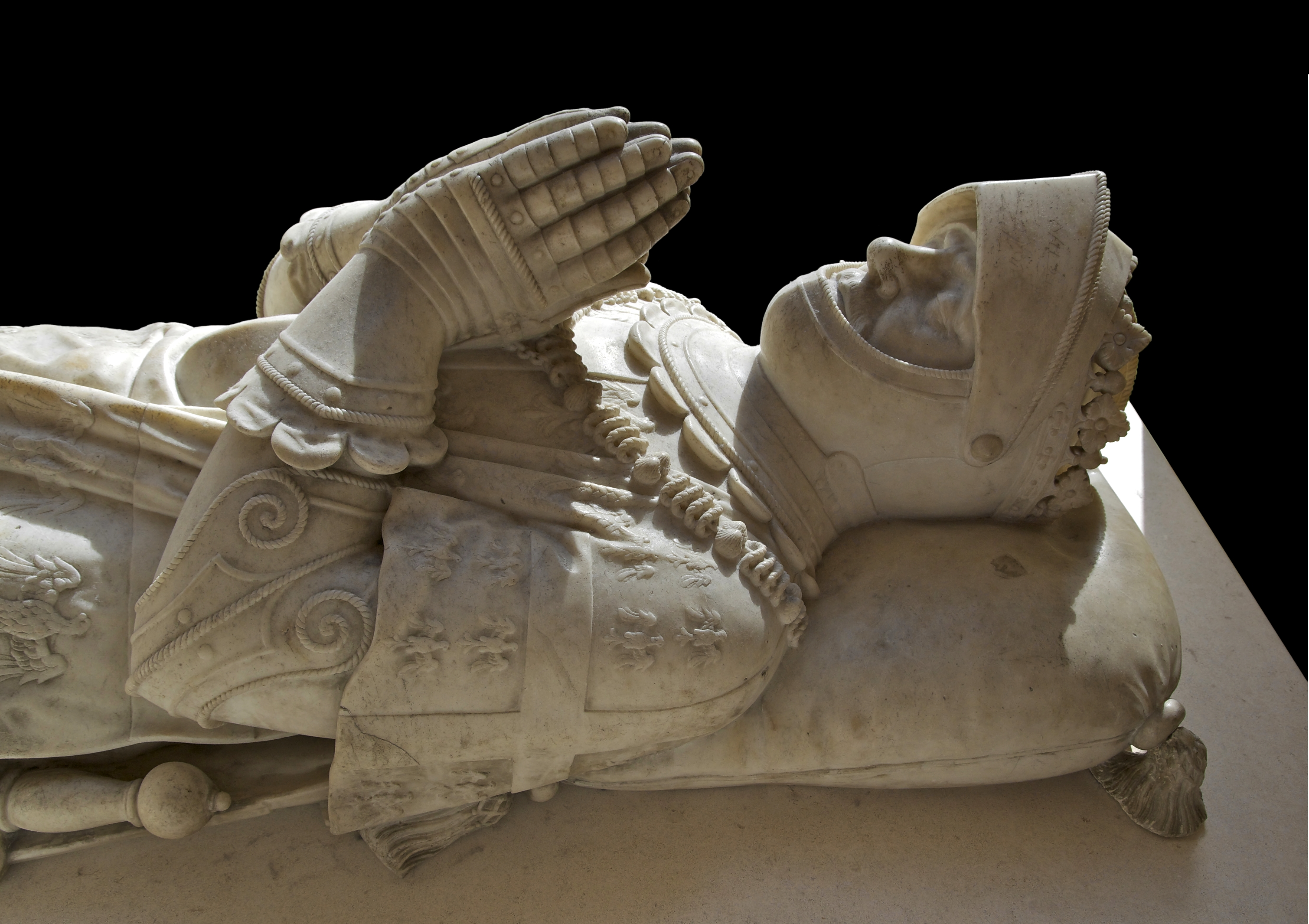
Detalle de la tumba de Anne de Montmorency (1493-1567)
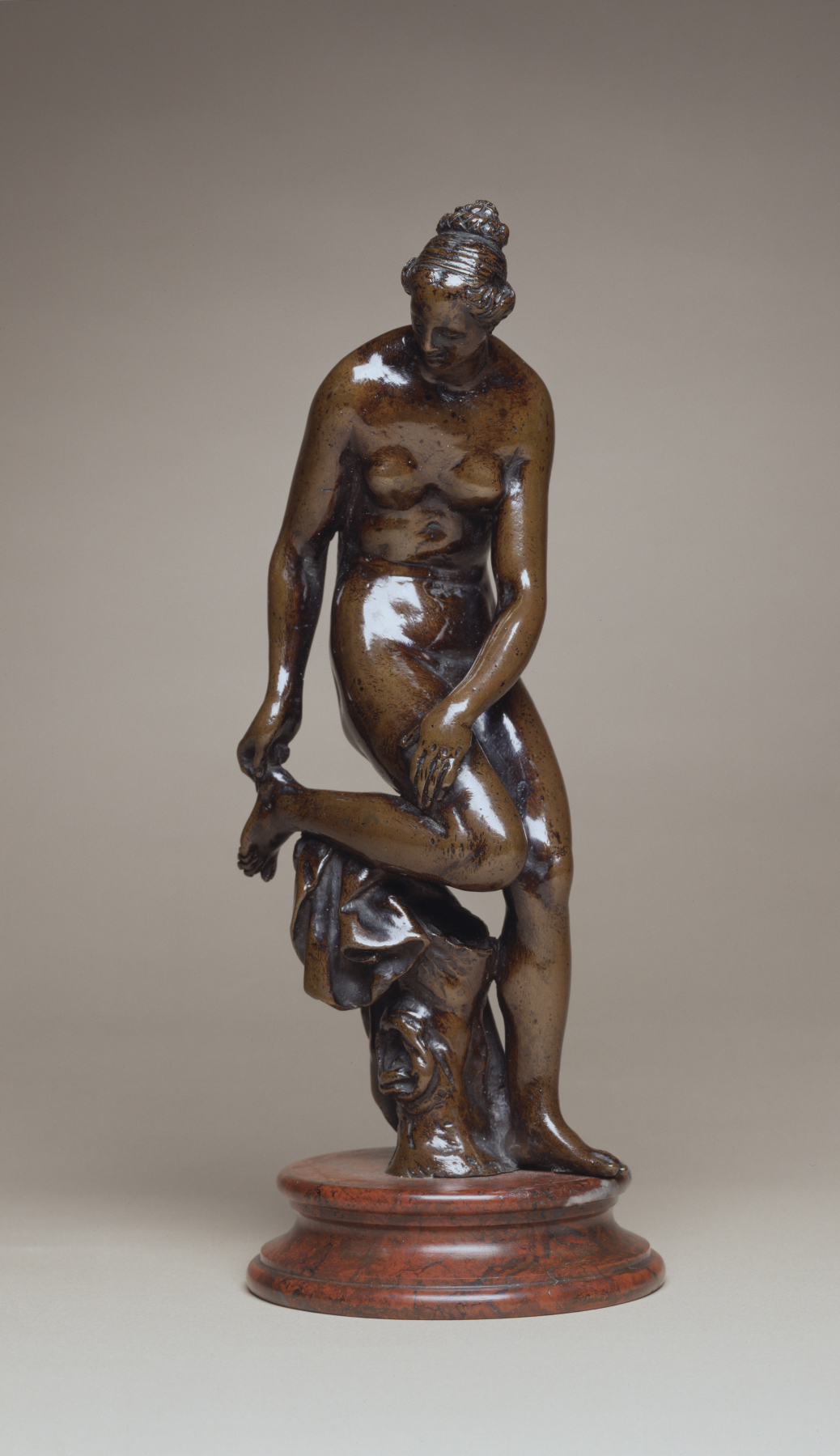
Figurilla en bronce de Mujer en el baño.
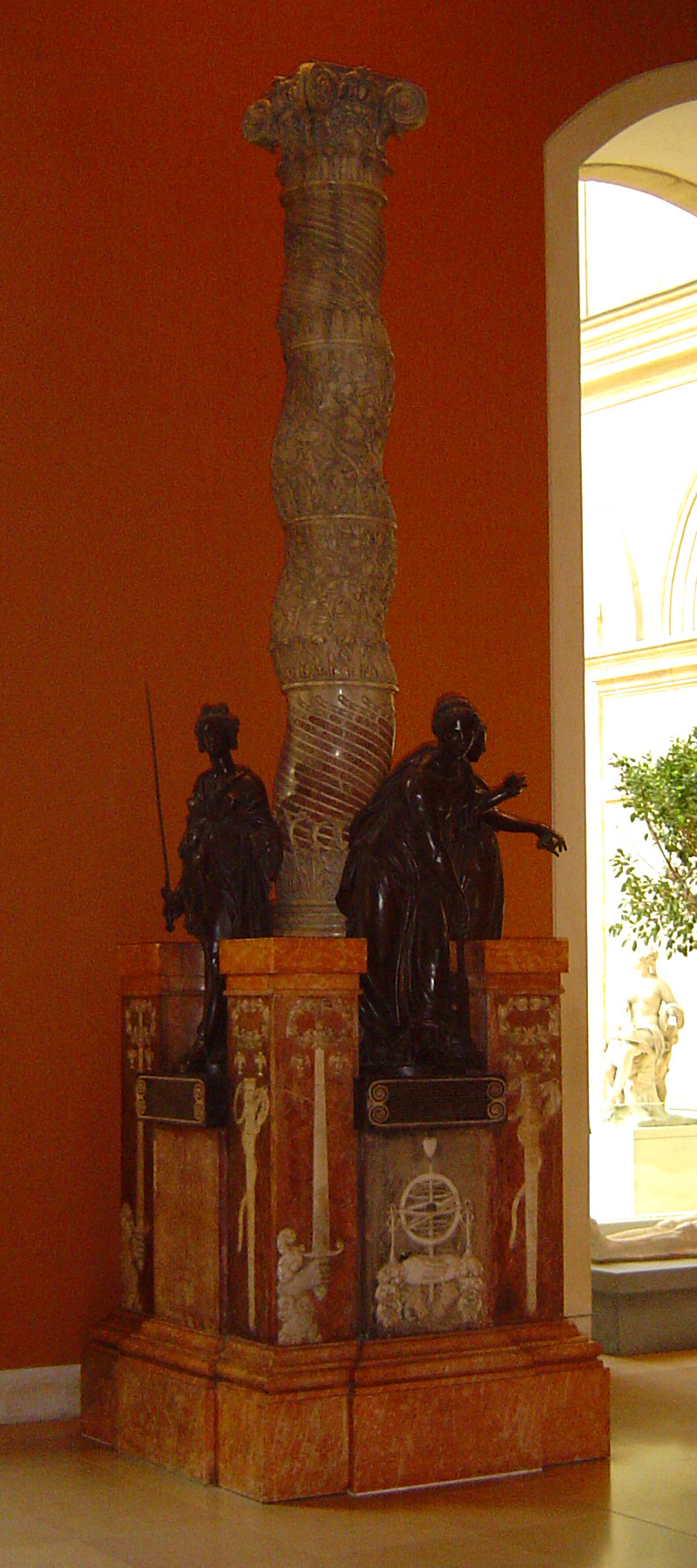
Monumento funerario del condestable Anne de Montmorency.